# Escalada esportiva nos Jogos Olímpicos
A escalada esportiva é uma esporte de escalar paredes que foi disputado pela primeira vez nos Jogos Olímpicos na edição de 2020, em Tóquio, sob regulamentação da Federação Internacional de Escalada Esportiva (IFSC). Na primeira edição, um evento combinado de cada gênero, integrando as disciplinas de velocidade, boulder e lead foi realizado, mas a partir de Paris 2024 as provas de velocidade ocorreram separadamente.
Após estrear nos Jogos Olímpicos de Tóquio ao lado de outros três esportes (caratê, skate e surfe) e do retorno do beisebol/softbol, foi novamente incluído no programa dos Jogos Olímpicos de 2024, em Paris, com quatro eventos.

## Eventos
| Eventos              | 2020 | 2024 | Edições |
| -------------------- | ---- | ---- | ------- |
| Combinado masculino  | •    | •    | 2       |
| Combinado feminino   | •    | •    | 2       |
| Velocidade masculino |      | •    | 1       |
| Velocidade feminino  |      | •    | 1       |
|                      |      |      |         |
| Total de eventos     | 2    | 4    |         |

## Quadro de medalhas geral
Um total de cinco delegações conquistaram medalhas na primeira aparição da escalada esportiva como modalidade olímpica, em Tóquio 2020. Após a edição de Paris 2024, nove Comitês Olímpicos Nacionais já conquistaram medalhas.
| Ordem | País               | Medalha de ouro | Medalha de prata | Medalha de bronze |    |
| ----- | ------------------ | --------------- | ---------------- | ----------------- | -- |
| 1     | SLO Eslovênia      | 2               |                  |                   | 2  |
| 2     | POL Polônia        | 1               |                  | 1                 | 2  |
| 3     | ESP Espanha        | 1               |                  |                   | 1  |
|       | GBR Grã-Bretanha   | 1               |                  |                   | 1  |
|       | INA Indonésia      | 1               |                  |                   | 1  |
| 6     | USA Estados Unidos |                 | 2                | 1                 | 3  |
|       | JPN Japão          |                 | 2                | 1                 | 3  |
| 8     | CHN China          |                 | 2                |                   | 2  |
| 9     | AUT Áustria        |                 |                  | 3                 | 3  |
| TOTAL | TOTAL              | 6               | 6                | 6                 | 18 |